# Łotwa na Zimowych Igrzyskach Olimpijskich 2002
Łotwę na Zimowych Igrzyskach Olimpijskich 2002 reprezentowało 47 zawodników.

## Bobsleje
- Sandis Prūsis, Mārcis Rullis (Łotwa I) (11. miejsce)
- Gatis Gūts, Intars Dīcmanis (Łotwa II) (13. miejsce)
- Sandis Prūsis, Mārcis Rullis, Jānis Silarājs, Jānis Ozols (Łotwa I) (7. miejsce)
- Gatis Gūts, Intars Dīcmanis, Māris Rozentāls, Gunārs Bumbulis (Łotwa II) (12. miejsce)

## Biegi narciarskie
- Juris Ģērmanis (bieg na 15 km klasykiem - 49. miejsce, bieg na 30 km - 58. miejsce, bieg 10+10 km - 51. miejsce)

## Saneczkarstwo
- Nauris Skraustiņš (22. miejsce)
- Guntis Rēķis (29. miejsce)
- Mārtiņš Rubenis (dyskwalifikacja)
- Anna Orlova (9. miejsce)
- Iluta Gaile (10. miejsce)
- Maija Tīruma (18. miejsce)
- Ivars Deinis, Sandris Bērziņš (10. miejsce)

## Łyżwiarstwo szybkie
- Ilonda Lūse (bieg na 1500 km - 35. miejsce, bieg na 3000 km - 30. miejsce)

## Skeleton
- Tomass Dukurs (21. miejsce)

## Hokej na lodzie
- Łotwa (9. miejsce)